# 建築整合太陽能

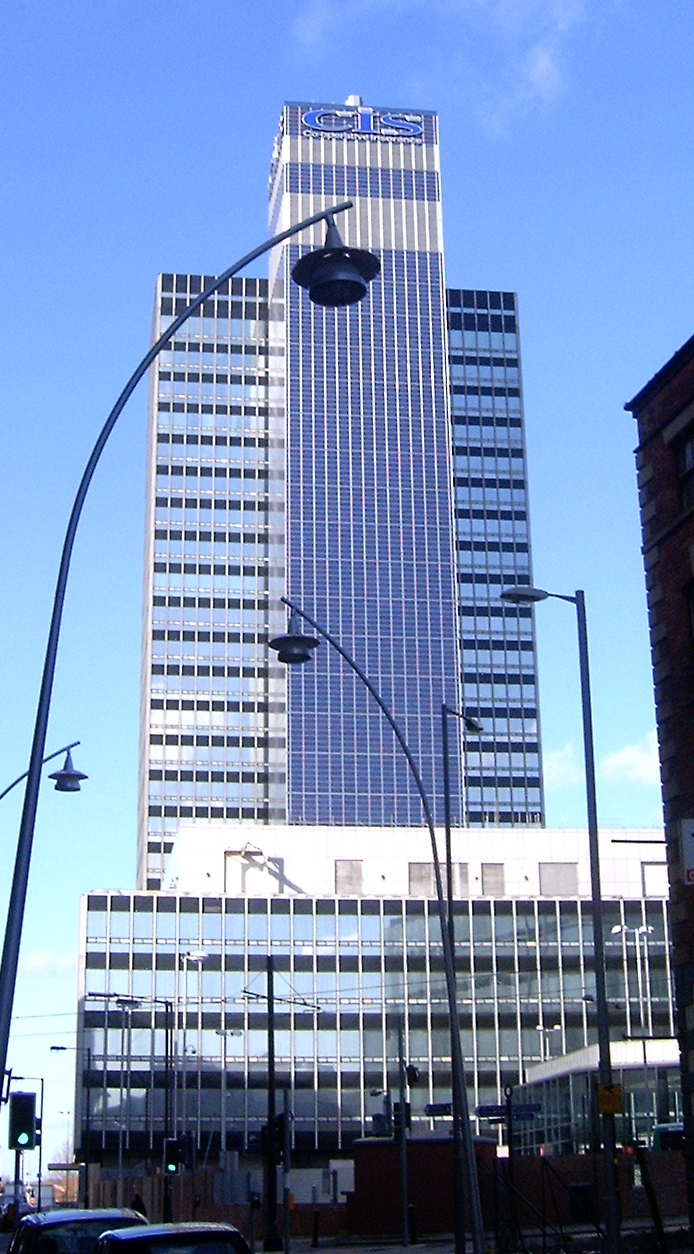
英國曼徹斯特CIS大樓，外覆價值550萬英鎊PV板2005/11月開始供電.

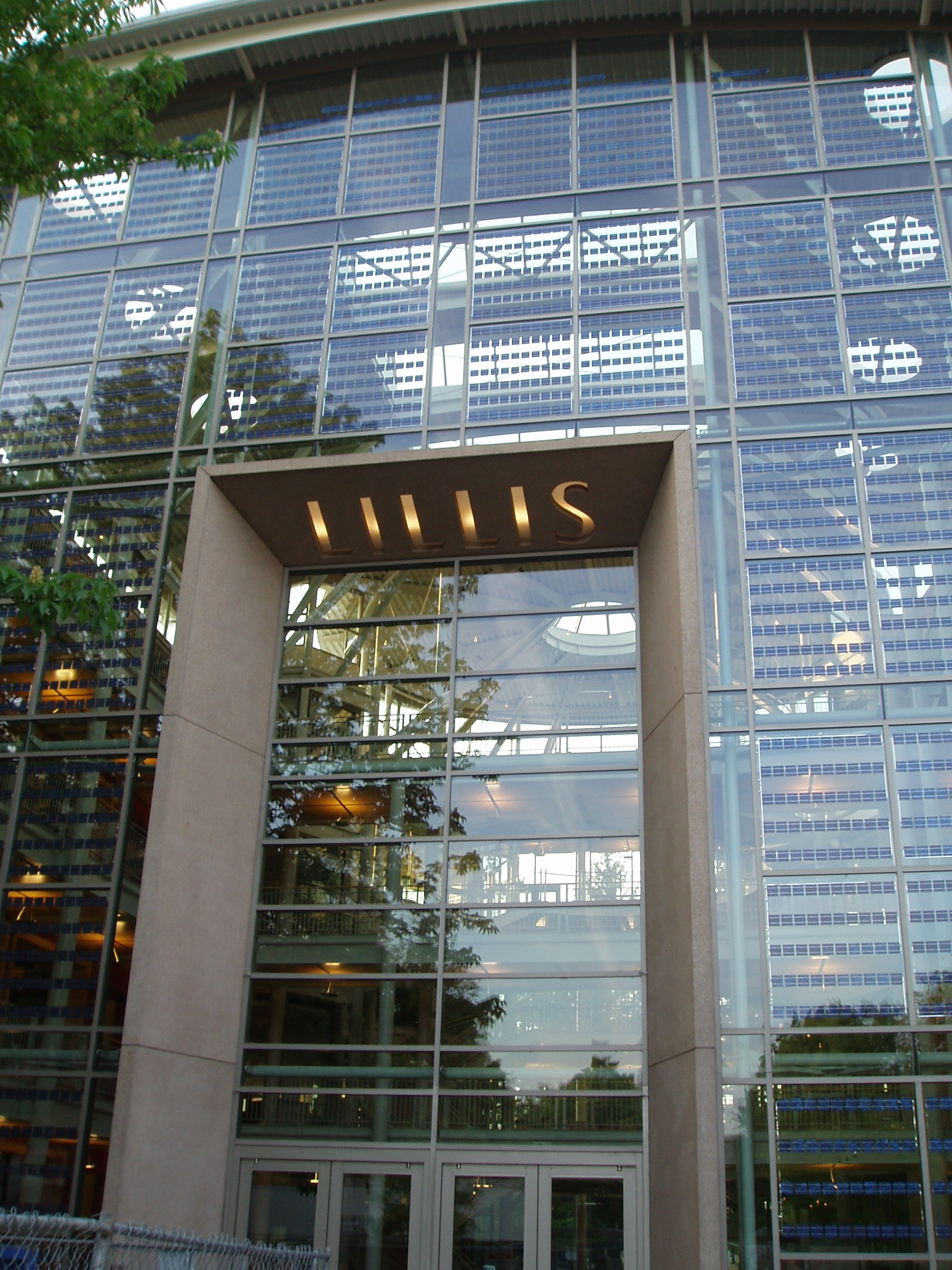
利麗思商學綜合大樓的正面牆使用整合太陽能工法

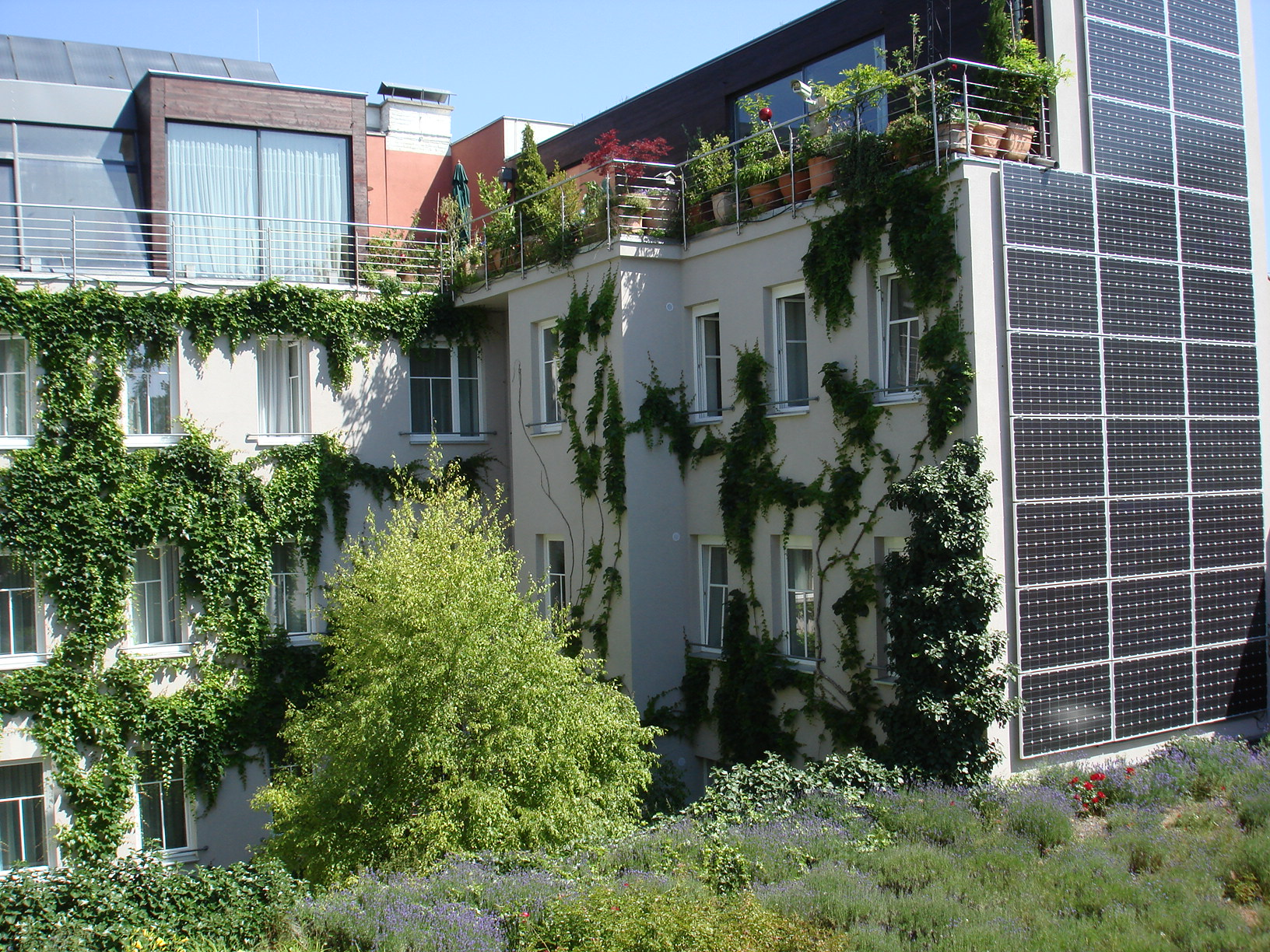
外加式建築整合太陽能的工法

建築整合太陽能（英語：Building-integrated photovoltaics，縮寫BIPV），大陆地区也称之为建筑光伏一体化，是使用太陽能光伏材料取代傳統建築材的一種應用方式，使建築物本身成為一個大的能量來源，而不必用外加方式加裝太陽能板，因為在設計階段就考量，所以發電率和成本比值最佳，天窗和外牆是通常最大的接光面，及為一棟綠建築. 可以部分或全部供應建築用電，現有建築也可能用改裝方式成為BIPV建築.最大好處是太陽能板價格可以攤進被它取代的原始建築材料，安裝成本也可以算進建築工事中，從而降低使用太陽能的成本。而且在設計階段就納入太陽能，可以使接光率提高並且兼具美觀因素。這些因素使BIPV成為成長最快的太陽能產業應用.

## 型態
BIPV有數種型態：  
- 屋頂包覆
  - 用太陽能材料作成可彎曲的半軟性薄板，裝置於屋頂。

- 屋頂外加
  - 模組化的太陽能板，拼接式外裝於屋頂，是最常見方法。
  - 太陽能瓦是另一種模組形式但是比較小類似於瓦片，安裝美觀可以整合進建物，使用彈性也大。

- 外牆
  - 鑲嵌或設計進外牆，配合建築設計還能兼作擋雨板和裝飾、遮陽。

- 玻璃窗 
  - 半透明的模組可以取代窗戶天窗或玻璃帷幕，兼具遮陽。

## 獎勵措施
有些國家提供額外補助來推廣，相對其他太陽能應用反而補助還更多。目前法國補助最高，將近0.25歐元/kWh. 該誘因使得用電比率中太陽能佔有率飆升。
- 法國補助 + EUR 0.25/kWh
- 德國補助 + EUR 0.05/kWh（只有外牆）[6]
- 義大利補助 + EUR 0.04-0.09 kWh

- 美國各州補助不同。依動態資料庫為準. http://www.dsireusa.org/ （页面存档备份，存于）

## 外部連結
- Canadian Solar Buildings Research Network （页面存档备份，存于）
- A picture of a roof covered with Solar shingles.
- California PG&E Utility Rate
- Wisconsin Public Service Corporation: Building-Integrated Photovoltaics（buildingsolar.com） （页面存档备份，存于）
- Building Integrated Photovoltaic system
- Building Integrated Photovoltaic Standing Seam Metal Roofing Information （页面存档备份，存于）
- Kansas Solar Electric Co~operatives
- Book: ElectriCity - Beyond the curve of deregulation
- IB solar roof initiatives （页面存档备份，存于）
- Energy Forum (solar architecture)
- Solar roof initiatives （页面存档备份，存于）